# Tân Hưng, Ba Tri
Tân Hưng là một xã thuộc huyện Ba Tri, tỉnh Bến Tre, Việt Nam.
Xã Tân Hưng có diện tích 12,12 km², dân số năm 1999 là 6.207 người, mật độ dân số đạt 512 người/km².